# Propiedad de aproximación

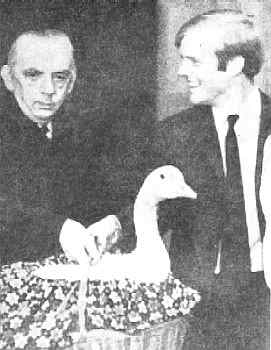
La construcción de un espacio de Banach sin la propiedad de aproximación le valió a Per Enflo ser premiado en 1972 con un ganso vivo, que había prometido Stanisław Mazur (izquierda) en 1936.

En matemáticas, específicamente en análisis funcional, se dice que un espacio de Banach tiene la propiedad de aproximación (PA), si cada operador compacto es un límite de un operador de rango finito. Lo contrario siempre es cierto.
Cada espacio de Hilbert tiene esta propiedad. Sin embargo, hay espacios de Banach que no lo hacen, y Per Enflo publicó el primer contraejemplo en un artículo de 1973, aunque sería Alexander Grothendieck (1955) quien realizase numerosos trabajos en esta área.
Posteriormente se encontraron muchos otros contraejemplos. El espacio de los operadores lineales acotados en {\displaystyle \ell ^{2}} no tiene la propiedad de aproximación. Los espacios {\displaystyle \ell ^{p}} para {\displaystyle p\neq 2} y {\displaystyle c_{0}} (véase espacio secuencial) tienen subespacios cerrados que no tienen la propiedad de aproximación.

## Definición
Se dice que un espacio vectorial topológico X localmente convexo tiene la propiedad de aproximación, si la aplicación identidad puede aproximarse, uniformemente en conjuntos precompactos, mediante aplicaciones lineales continuas de rango finito.
Para un espacio localmente convexo X, las siguientes proposiciones son equivalentes:
1. X tiene la propiedad de aproximación.
2. El cierre de {\displaystyle X^{\prime }\otimes X} en {\displaystyle \operatorname {L} _{p}(X,X)} contiene la aplicación de identidad. {\displaystyle \operatorname {Id} :X\to X}.
3. {\displaystyle X^{\prime }\otimes X} es denso en {\displaystyle \operatorname {L} _{p}(X,X)}.
4. Para cada espacio localmente convexo Y, {\displaystyle X^{\prime }\otimes Y} es denso en {\displaystyle \operatorname {L} _{p}(X,Y)}.
5. Para cada espacio localmente convexo Y, {\displaystyle Y^{\prime }\otimes X} es denso en {\displaystyle \operatorname {L} _{p}(Y,X)}.

En estas sentencias, {\displaystyle \operatorname {L} _{p}(X,Y)} denota el espacio de operadores lineales continuos de X a Y dotados de la topología de convergencia uniforme en subconjuntos precompactos de X.
Si X es un espacio de Banach, este requisito pasa a ser que para cada espacio compacto {\displaystyle K\subset X} y cada {\displaystyle \varepsilon >0}, hay un operador {\displaystyle T\colon X\to X} de rango finito, de modo que {\displaystyle \|Tx-x\|\leq \varepsilon }, para cada {\displaystyle x\in K}.

## Definiciones relacionadas
Se estudian algunas otras variantes del AP:
Sea {\displaystyle X} un espacio de Banach y sea {\displaystyle 1\leq \lambda <\infty }. Se dice que X tiene la propiedad de aproximación {\displaystyle \lambda } ({\displaystyle \lambda }-AP), si, para cada conjunto compacto {\displaystyle K\subset X} y cada {\displaystyle \varepsilon >0}, existe un operador {\displaystyle T\colon X\to X} de rango finito, por el que ese {\displaystyle \|Tx-x\|\leq \varepsilon }, por cada {\displaystyle x\in K}, y {\displaystyle \|T\|\leq \lambda }.
Se dice que un espacio de Banach tiene la propiedad de aproximación acotada (PAB), si tiene {\displaystyle \lambda }-AP para algún {\displaystyle \lambda }.
Se dice que un espacio de Banach tiene la propiedad de aproximación métrica (PAM), si es 1-PA.
Se dice que un espacio de Banach tiene la propiedad de aproximación compacta (PAC), si en la definición de la PA, se reemplaza un operador de rango finito por un operador compacto.

## Ejemplos
- Todo subespacio de un producto arbitrario de espacios de Hilbert posee la propiedad de aproximación.[3] En particular:
  - Cada espacio de Hilbert tiene la propiedad de aproximación.
  - Todo límite proyectivo de espacios de Hilbert, así como cualquier subespacio de dicho límite proyectivo, posee la propiedad de aproximación.[3]
  - Cada espacio nuclear posee la propiedad de aproximación.
- Todo espacio de Frechet separable que contenga una base de Schauder posee la propiedad de aproximación.[3]
- Todo espacio con una base de Schauder tiene la PA (se pueden usar las proyecciones asociadas a la base como {\displaystyle T} en la definición), por lo que se pueden encontrar muchos espacios con PA. Por ejemplo, los espacios {\displaystyle \ell ^{p}} o el espacio de Tsirelson simétrico.